# Somália nos Jogos Olímpicos de Verão de 2004
A Somália competiu nos Jogos Olímpicos de Verão de 2004, em Atenas, na Grécia.